# Martina Franca
Martina Franca is een Italiaanse stad in de regio Apulië, in de provincie Tarente. De stad is ontstaan als herdersgemeenschap. Rond 1300 is de stad officieel gesticht door Filippo d'Angiò, prins van Tarente. Hij heeft ook het wapen van de stad ontworpen. De grootste bloeiperiode van Martina Franca was de 18e eeuw toen het de stad economisch voor de wind ging. De meeste monumenten in het historische centrum dateren uit deze periode.
In het centrum, dat omringd wordt door een stadsmuur met 24 torens, zijn de belangrijkste monumenten het 17e-eeuwse Palazzo Ducale en de barokke kerken Sant'Antonio, San Domenico en Chiesa del Carmine.
Martina Franca is gelegen in het Valle d'Itria dat vol staat met trulli en masserie, typische bouwsels van Zuid-Apulië. Nabij de stad liggen een aantal druipsteengrotten waaronder de Grotta di Nove Casedde waarin prehistorische vondsten gedaan zijn.
De volgende frazioni maken deel uit van de gemeente: Specchia Tarantina.

## Geboren
- Antonio Giovinazzi (1993), autocoureur

## Externe link

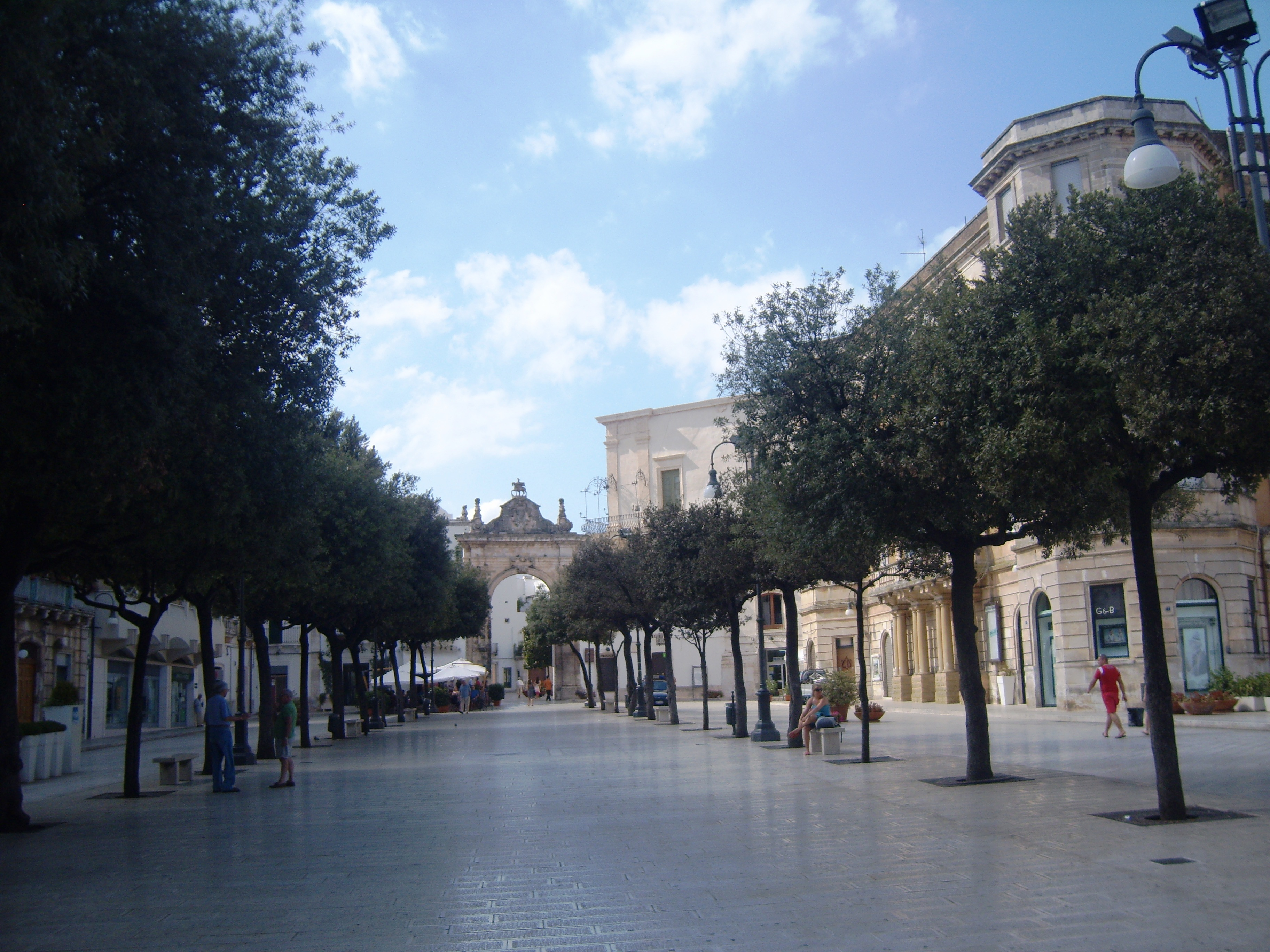
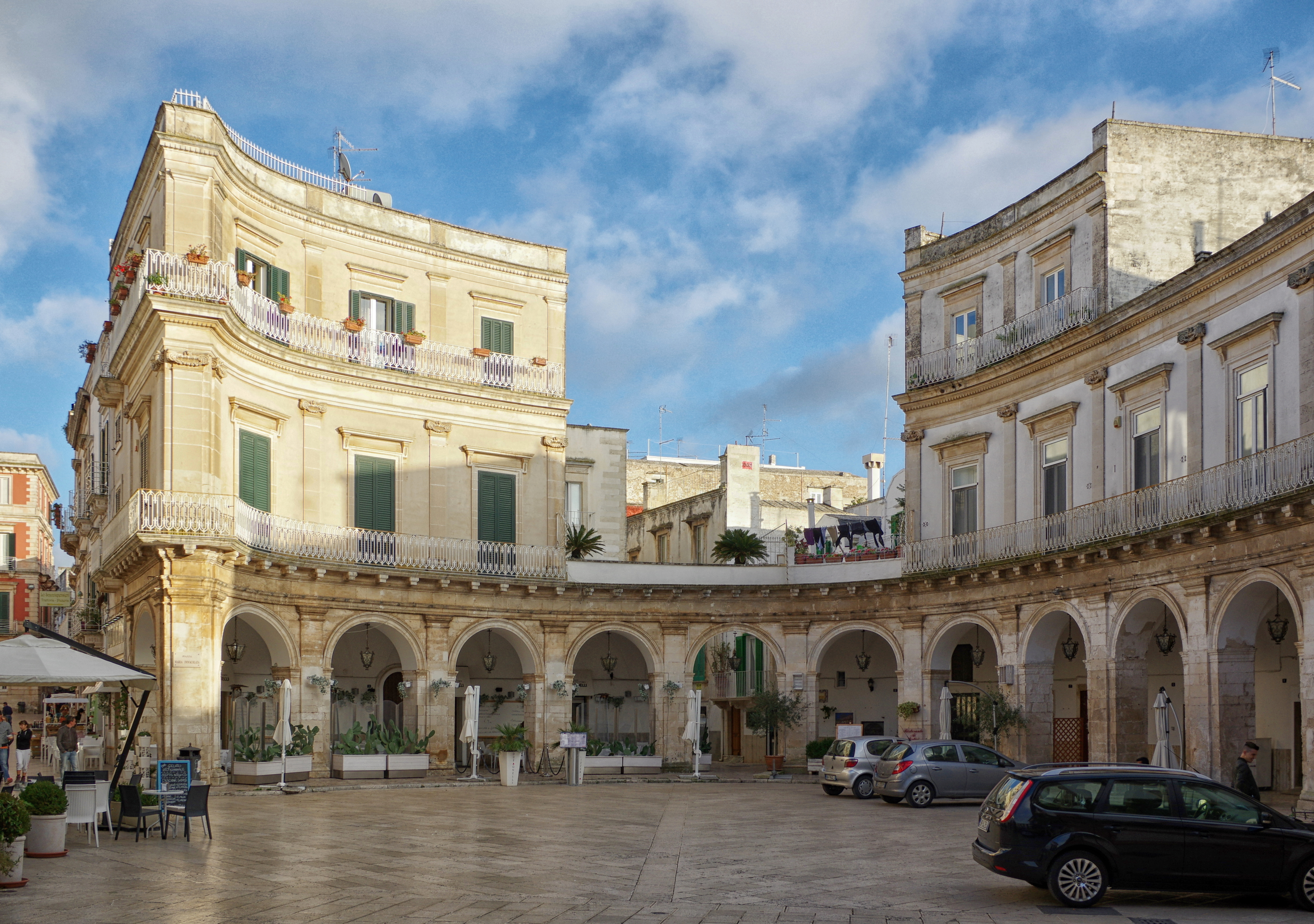
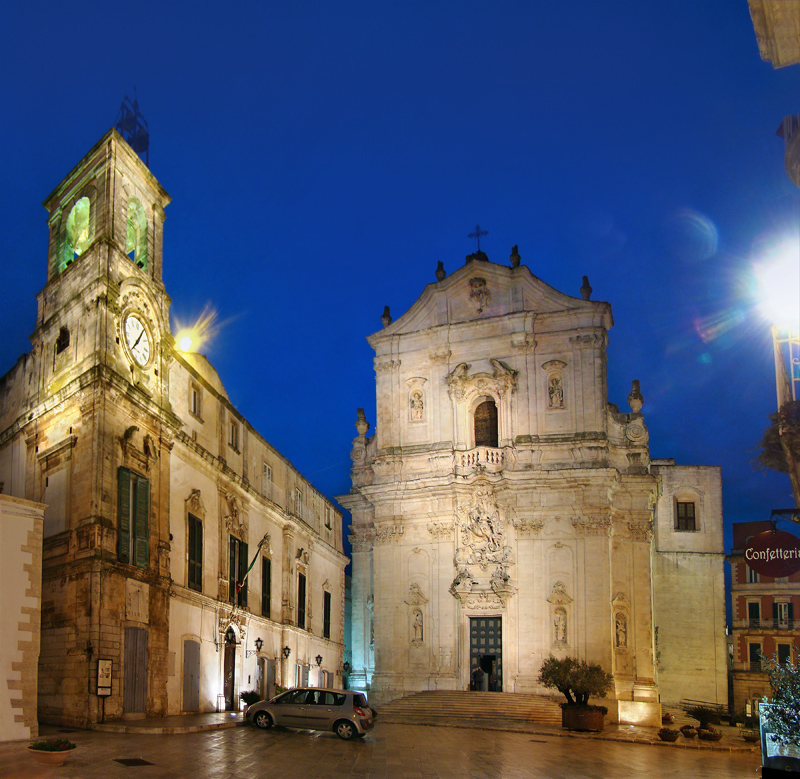
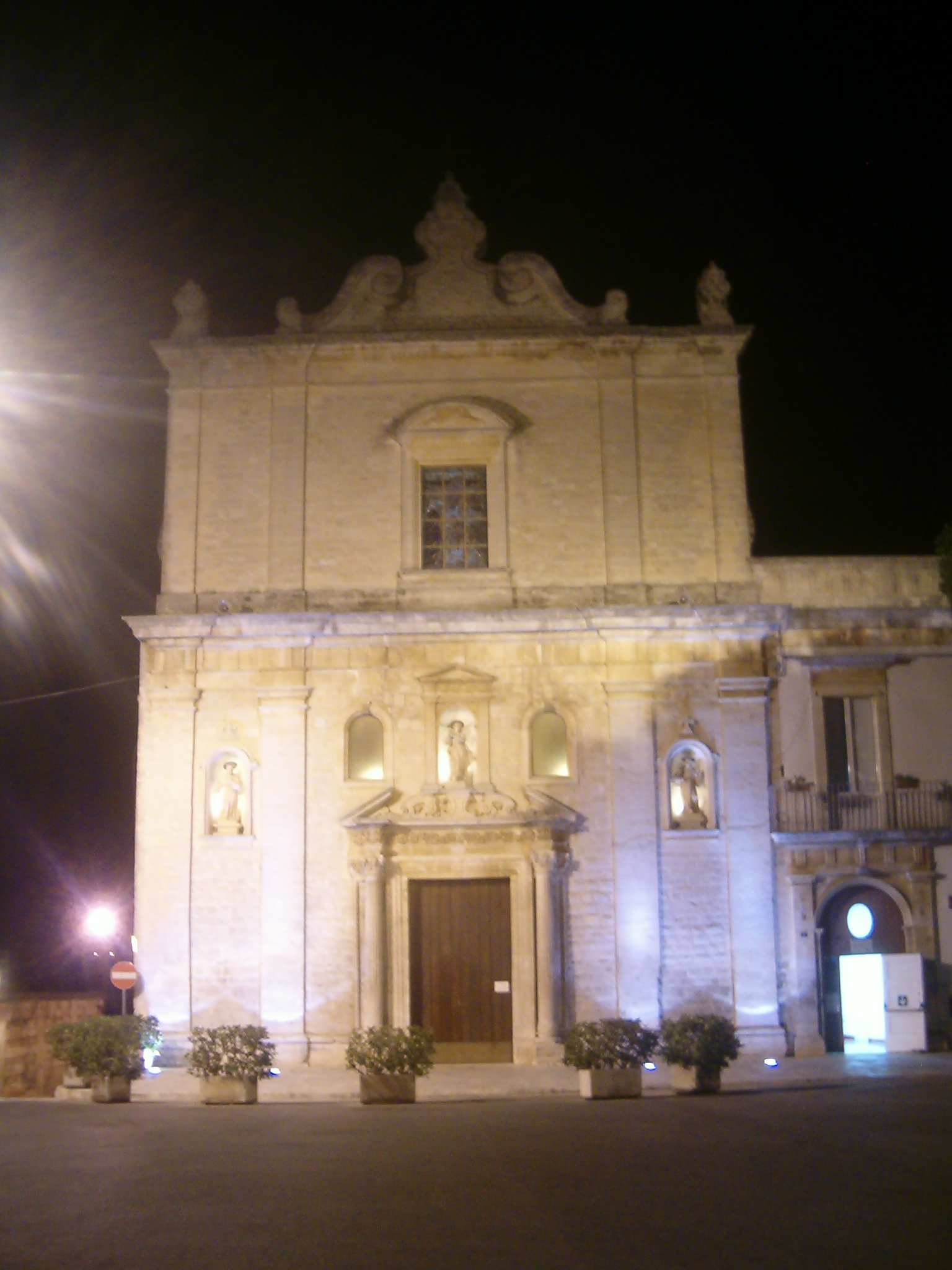
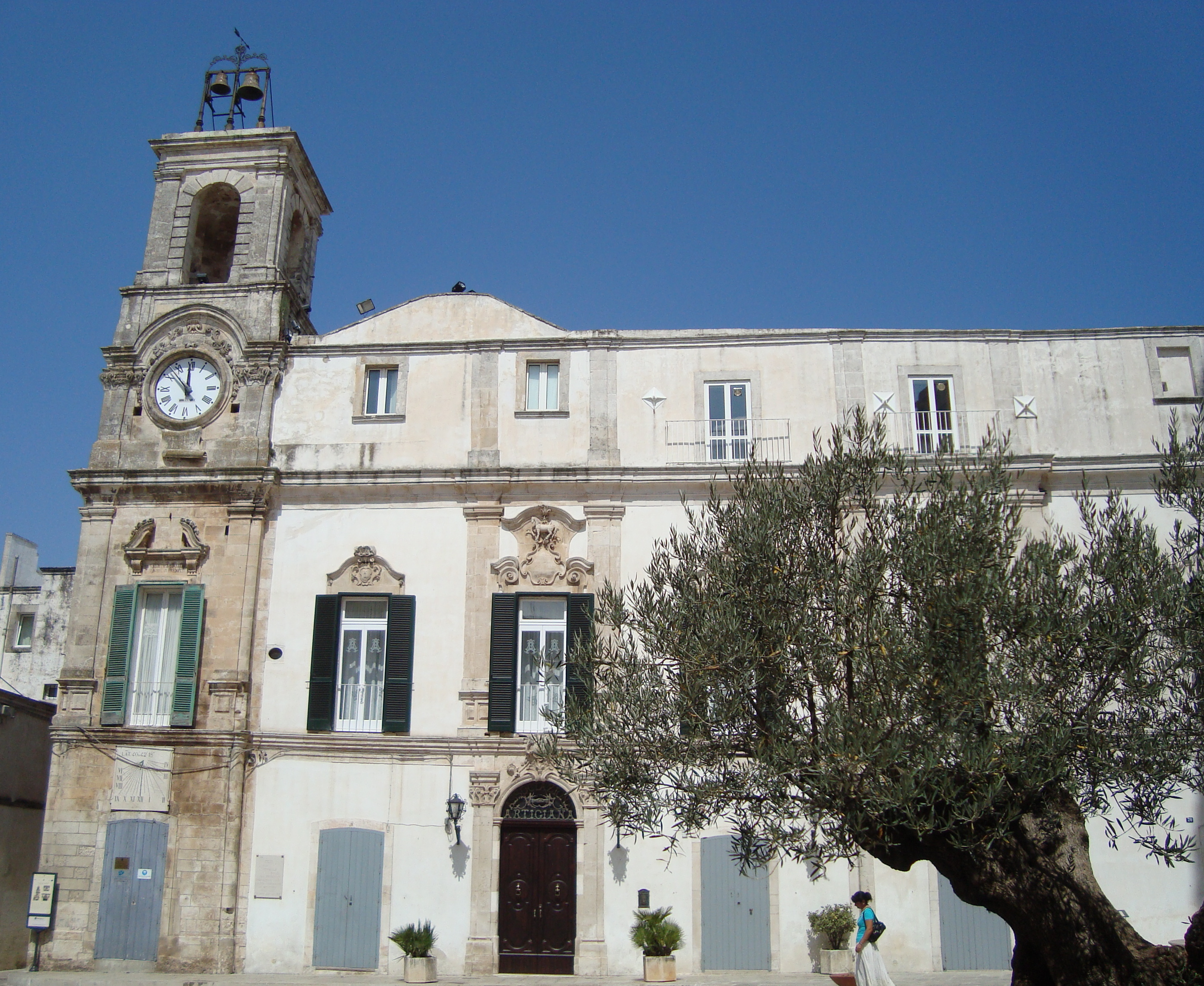
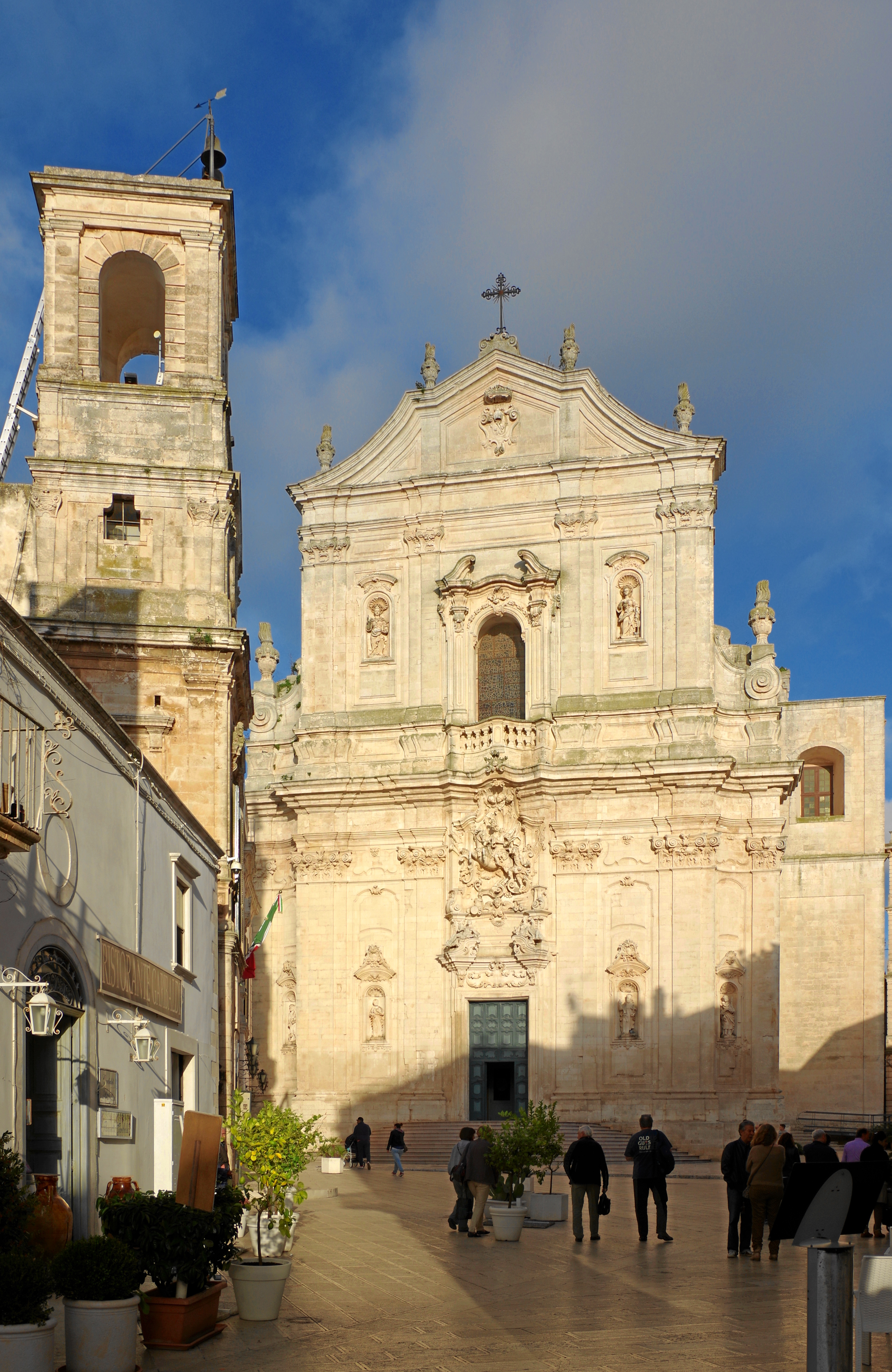
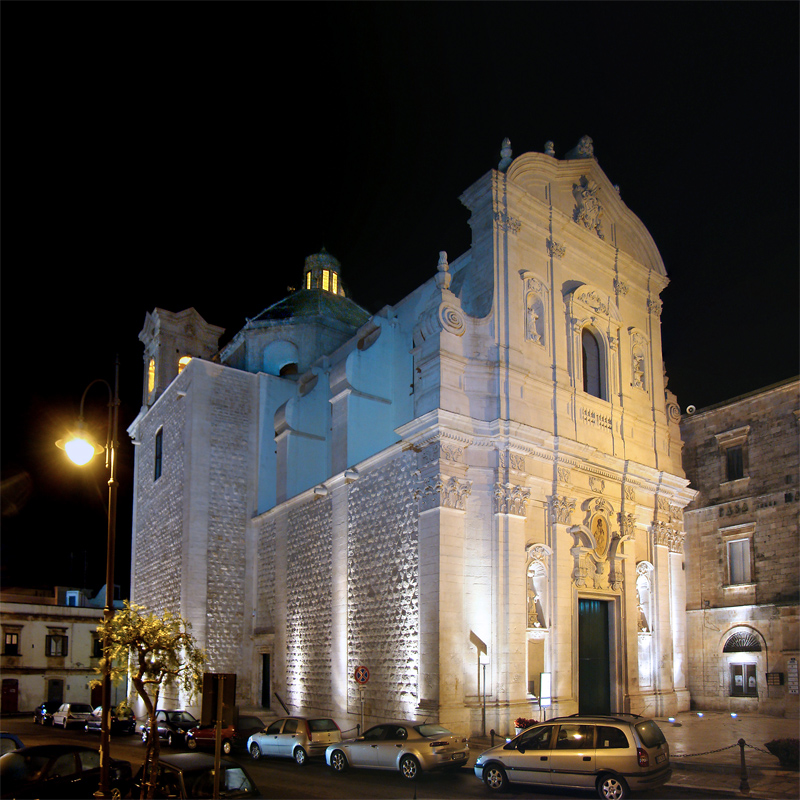
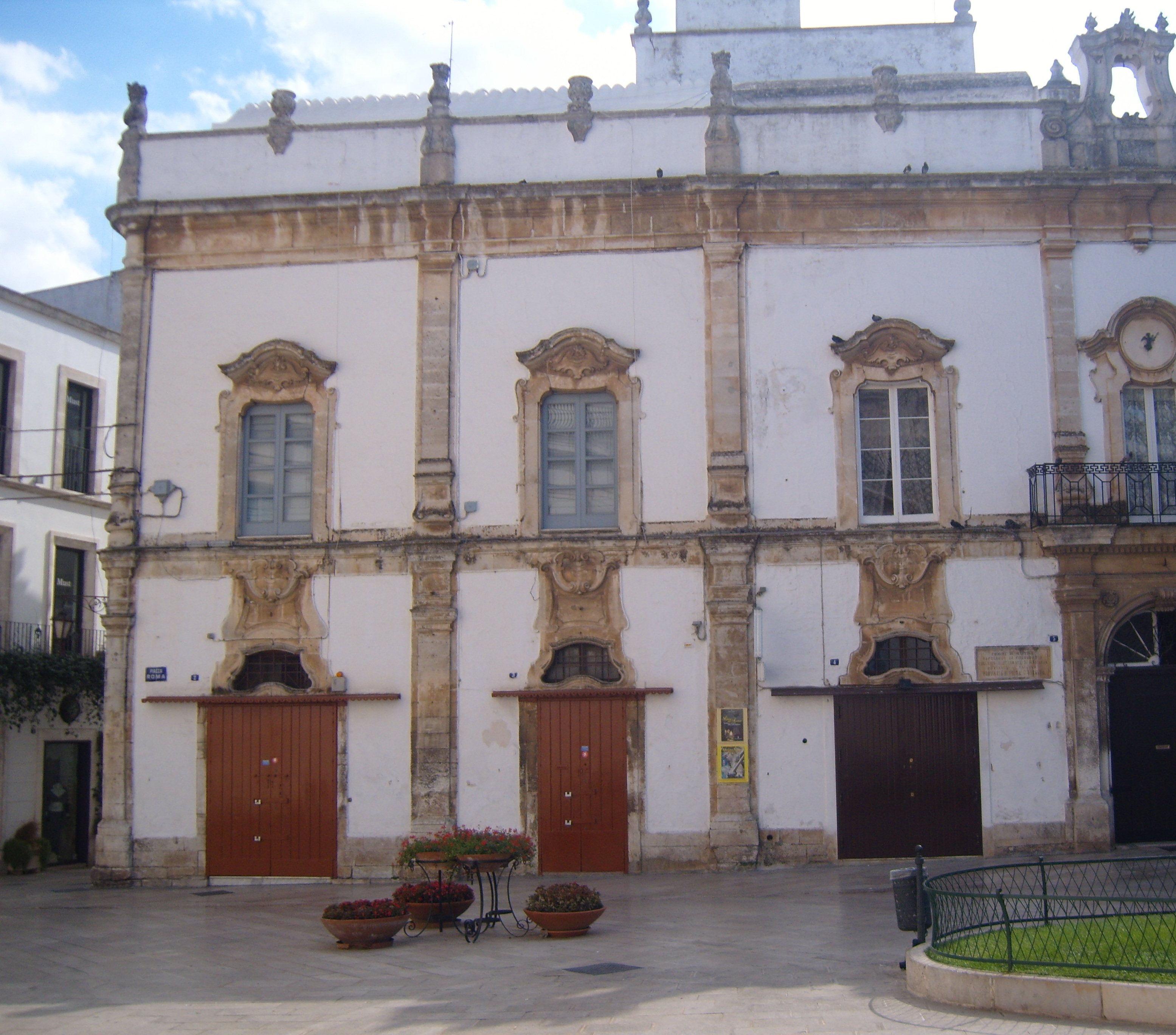
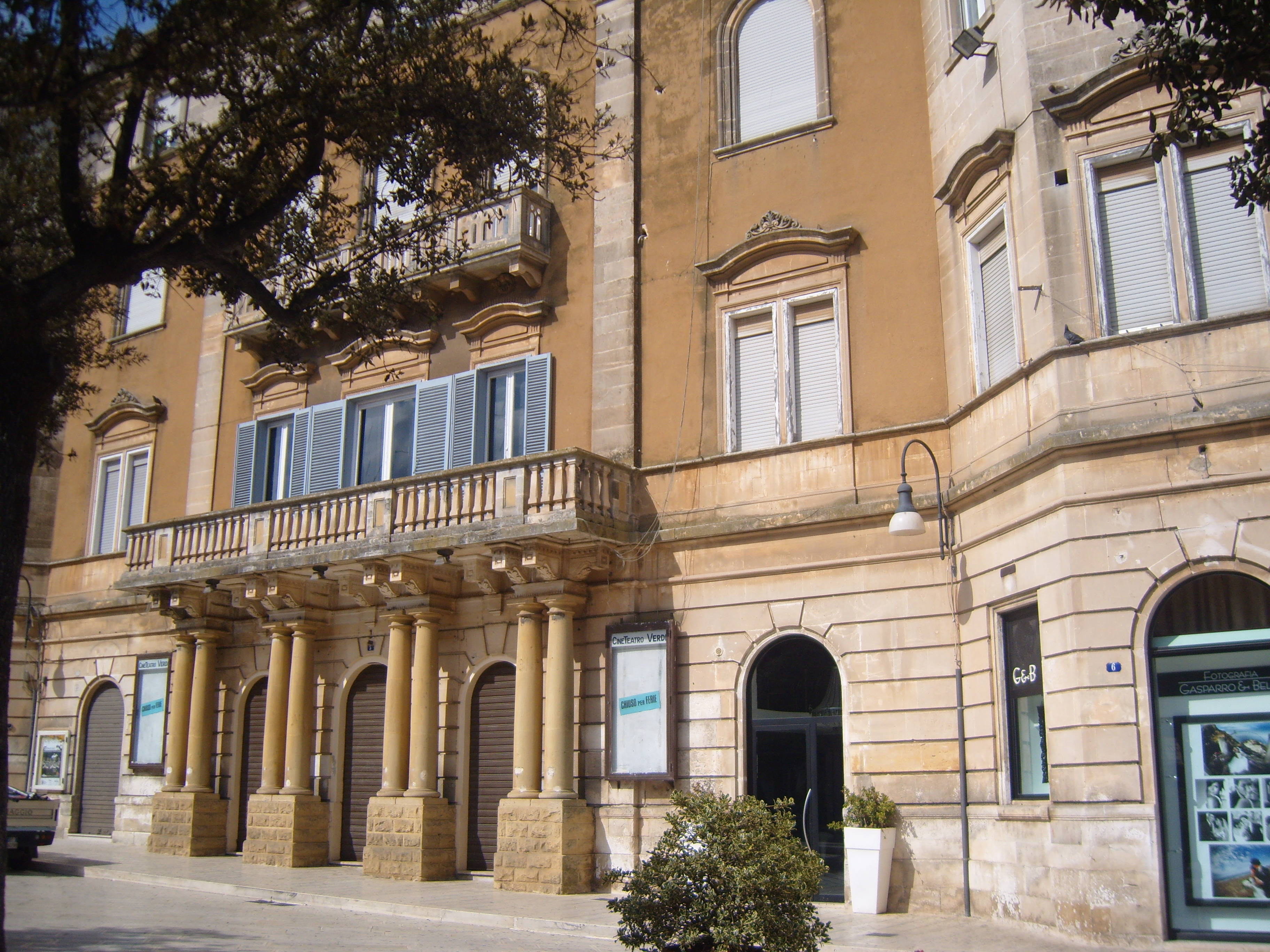
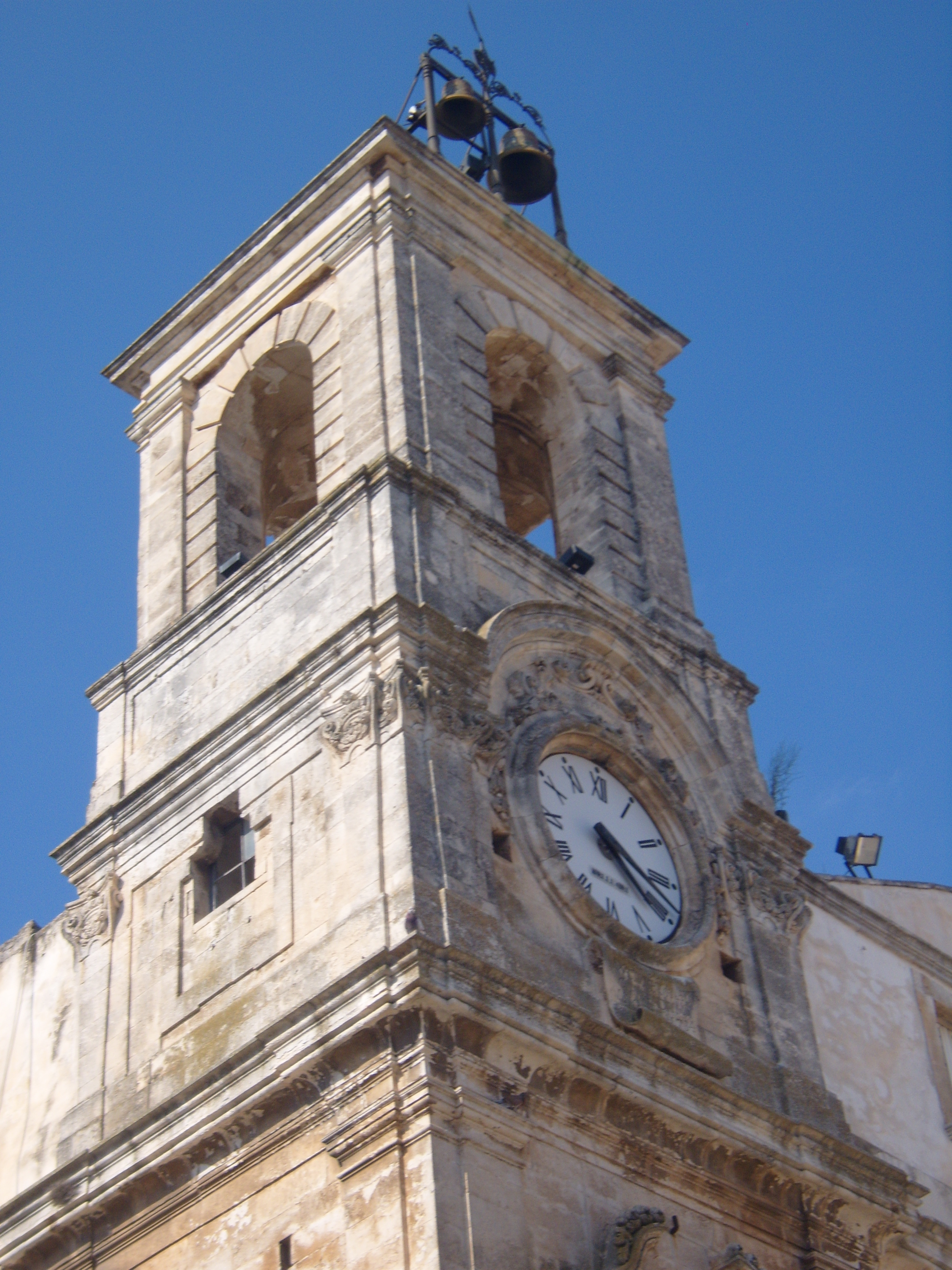
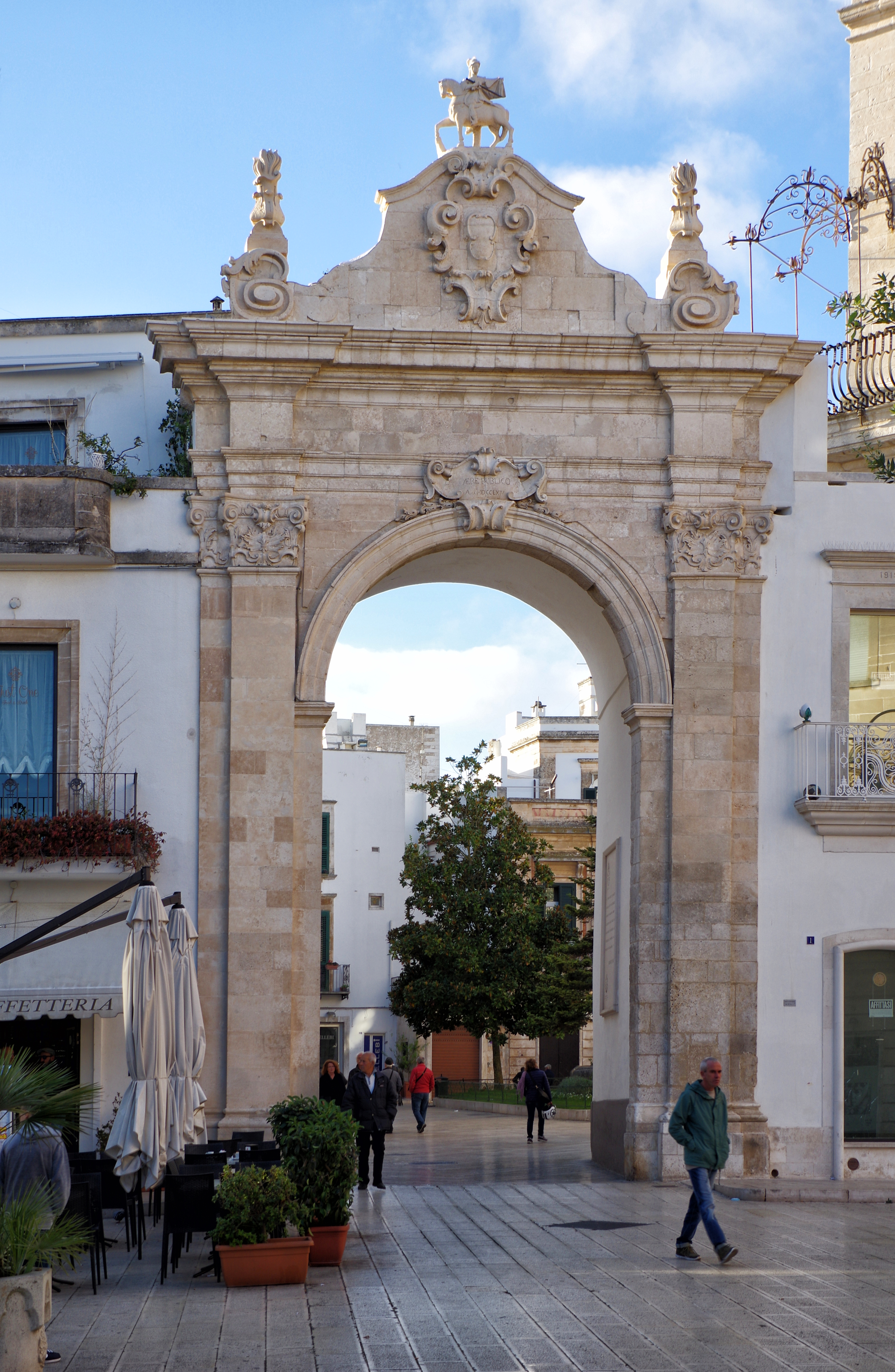